# Milet
milet（ミレイ）は、日本のシンガーソングライター。プロフィールは非公表。所属事務所はソニー・ミュージックアーティスツ。レーベルはSME Records。

## 略歴

### デビュー前
2017年頃から音楽に熱を入れはじめ、ソニーミュージックに知り合いがいた友人の伝手でカバー曲を歌ったデモテープを関係者に聞いてもらったことがきっかけでデビューが決まった。オリジナル曲の制作を勧められ、2018年からはレコード会社に紹介されたRyosuke "Dr.R" Sakaiとともにセッション形式で作詞作曲を始めた。2018年より本格的に音楽活動を開始。同年10月には東京・表参道ヒルズ会場にて開催されたイヴ・サンローランのグローバルイベント『YSL BEAUTY HOTEL』にイヴ・サンローラン・ボーテがピックアップするアップカミングなアーティストとして抜擢され、ライブ出演を果たす。

### デビュー後
2019年
- 3月6日、1st EP『inside you EP』をリリースし、メジャーデビュー。タイトル曲「inside you」は、フジテレビ系ドラマ『スキャンダル専門弁護士 QUEEN』オープニング・テーマに抜擢されている[11][12]。なお、収録曲の「Again and Again」と「I Gotta Go」はフジテレビ系ドラマ『JOKER×FACE』のテーマソングに起用された[13]。
- 3月25日、自身のデビュー後初のステージとなるライブイベント「milet SPECIAL SHOW CASE @Billboard-Live TOKYO」をBillboard Live TOKYOにて開催した[14]。
- 5月15日、2nd EP『Wonderland EP』をリリース[15]。タイトル曲「Wonderland」は、4月26日公開予定の原恵一監督劇場アニメ『バースデー・ワンダーランド』の挿入歌・イメージソングに起用され、同映画のテーマソングである「THE SHOW」が共に収録される[15][16]。この映画主題歌2曲の発表は『inside you EP』リリース以前に行われ、デビュー前にもかかわらず異例の抜擢となった[5][16]。
- 12月29日、TOKYO FM「桑田佳祐のやさしい夜遊び」（全国38局ネット 土曜 23:00～23:55）の年末恒例企画「桑田佳祐が選ぶ、2019年邦楽シングル・ベスト20」（2019年12月28日放送）にて、miletのデビュー曲「inside you」が1位に選出された。

2020年
- 5月29日、『バズリズム02』（日本テレビ）に出演し、乃木坂46の白石麻衣[注 2]から「みったん」というあだ名を命名される。
- 10月4日からDJを務めるFM802「MUSIC　FREAKS」（隔週日曜日、22時～24時）が始まる。翌年9月までの1年間、2時間の生放送で新曲オンエアをはじめ、映画愛を語るコーナーや初公開のエピソード披露などを通じて素顔を垣間見せる場面も[17]。
- 12月5日、自身初の有料配信ライヴ 『milet ONLINE LIVE “eyes” 2020』開催[18]。
- NHK総合『NHK紅白歌合戦』に初出場を果たした[19]。

2021年
- 6月5日から7月22日にかけて、自身初となる全国ツアー「milet 1st tour SEVENTH HEAVEN」を開催。
- 8月8日、2020年東京オリンピックの閉会式にレインボーカラーのドレスでステージに登場し、東京スカパラダイスオーケストラの演奏で「愛の讃歌（Hymne à l'amour）」の熱唱パフォーマンスを披露した[20]。
- 10月29日、「Ordinary days」Music Videoが「MTV VMAJ 2021」にてBest Pop Videoを受賞。
- 11月4日、 新曲「Fly High」がNHKウィンタースポーツテーマソングに決定。
- 11月18日、 アジア太平洋地域の放送局が加盟するABU（Asia-Pacific Broadcasting Union/アジア太平洋放送連合）が主催する音楽フェスティバル「ABUソングフェスティバル 2021」miletが日本代表として出演。
- 12月17日、YouTubeチャンネルTHE FIRST TAKEにて、Aimer、幾田りらとのコラボシングルとなる「おもかげ (produced by Vaundy)」を配信リリース。
- 『NHK紅白歌合戦』に2年連続2度目の出場。「Fly High」を歌唱。

2022年
- 『NHK紅白歌合戦』に3年連続3度目の出場。「Fly High」と「おもかげ (produced by Vaundy)」を歌唱。

2023年
- 5月20日と21日に、自身初となる日本武道館公演を行った。東大卒のピアニスト・角野隼人と、シンガーソングライター・iriが、サプライズゲストとして出演した。
- 5月31日、MAN WITH A MISSION ✕ milet 名義として初のコラボレーション・シングル『絆ノ奇跡/コイコガレ』をリリース。フジテレビ系アニメ「鬼滅の刃 刀鍛冶の里編」の主題歌として、それぞれOP & EDテーマを担当。
- 9月10日から11月23日にかけて、自身最大規模数となる18都市19公演の全国ホールツアーを開催。11月29日には海外公演 台北・Zepp New Taipeiを開催した。
- 9月26日、「us」が自身初の累計ストリーミング再生1億回を突破したことを発表。
- 『NHK紅白歌合戦』に4年連続4度目の出場。「絆ノ奇跡」と「コイコガレ」を歌唱。

2024年
- 8月3日から10月22日まで、ホールツアー『milet live tour “stairs” 2024』を全国19会場全21公演開催[21]。また11月7日から12月1日まで、初のアジアツアー『milet Asia Tour 2024』を開催。各公演のチケットは即日完売となった[22][23]。

2025年
- 4月1日、一時的に活動を休止することを発表した[24]。
- 8月14日、活動再開を発表[25]。

## 音楽性
幼少期よりクラシック音楽に親しみ、兄の影響で小学生の頃からSigur RósやBjörk、BOOM BOOM SATELLITESやASIAN KUNG-FU GENERATIONといった洋楽や日本語ロックを聴くようになる。小学生の頃から始めたフルートには音楽大学を目指すほどのめり込んでいたが、同時に映画音楽にも興味があり、結局大学は映像の勉強ができるところを選択した。
思春期にカナダに留学した経験を活かした英語と日本語を使い分けるソングライティングが特徴。歌詞に関しては最初はほとんど英語で思い浮かび、英語に合わせるように日本語の歌詞を作っていく。
デビュー前にマイクを通した自分の声を研究し、歌っていて心地よい歌声を探し今に至る。

## 人物
早稲田大学文学部卒業。にゃんこスターのアンゴラ村長と同級生であり、互いに面識がある。
好きな動物はハイエナ。天王寺動物園のハイエナが凄く可愛いと語っている。映画『ライオン・キング』では悪者扱いされているが、実は仲間思いで狩りも凄く上手だと知り、好きになったと語っている。しかし、熊は嫌い。
好きな映画は『2001年宇宙の旅』『スリ』『穴』『タクシードライバー』。アニメ「刃牙」が好きで観ながら食事をする。魔法使いに憧れを抱いている。行ってみたい国はシンガポール。
食欲旺盛で3人前食べてしまうこともある。好きな食べ物はグミ、馬刺し。馬刺しは、山梨に家族でよくドライブに行き食べていたと語っている。2020年、新型コロナウイルス感染予防に伴う自粛期間中に、苦手であった納豆とアボカドが食べられるようになったと語っている。また、同時期に元々興味のあった手話の勉強を始めたことを報告している。ステージに立つ前は唐揚げを4個食べるが、東京オリンピック2020の際は緊張で1つしか食べることができなかったと語っている。喉が油でコーティングされて歌いやすくなるそう。
趣味は歩くことで、時間がある時はスカイツリーや東京タワー、羽田空港まで6〜9時間程歩いて行くことがある。筋肉質らしく「Drown」のMV撮影でアメリカへ行った際に、前日に重い荷物を多く持ったため撮影時に筋肉がついていたと語っている。
野球好きで読売ジャイアンツファンである。好きな選手は長野久義。

## エピソード
- 公式には生年月日は明かしていないが、松岡茉優が2019年5月のザテレビジョンによるインタビューにて「miletさんは同じ歳なので、これからも仲良く～」と同じ歳であることを明かす[36]。
- 早稲田大学文学部にある映像や演劇について学ぶコース（文学科 演劇映像コース （旧・第一文学部演劇映像専修））に在籍し、卒業した[37]。
- お笑いコンビ『にゃんこスター』のアンゴラ村長は、miletと同じコースにいた同級生として知られる[38]。
- 竹内結子に挨拶した際にmiletは「私もいつか演技に挑戦したいと思っているんです」と将来展望を話すと、竹内に「いつか共演できるといいね」と言われたとされる[39]。
- デビュー当時から「ゆくゆくは女優にも挑戦してみたい」と言っており、すでにドラマ「七人の秘書」（第5話）ではストリートミュージシャン役で出演しており、歌手と女優の“二刀流”を目指しているとされる[40]。
- 初出場を果たした2020年の『第71回NHK紅白歌合戦』だが、コロナにより放送時間短縮のために例年よりも出場アーティストが減るためにNHKはなるべく事務所やレコード会社に偏りがないよう模索していた。そのためにNHKとしては出場は当初は予定していなかったとされるが、他の出演者であるLiSAやNiziUを抱えるソニーミュージックからの猛プッシュによる攻防戦のすえ、最終的にソニーミュージックへの配慮があり選出されたものとされる[41]。

## ディスコグラフィ

### シングル

#### CDシングル
- 『inside you EP』から『Flare』及び『Anytime Anywhere』はEPとして、『Walkin' In My Lane』、『Always You』、『hanataba』、『I still/Nobody Knows』はシングルとしてリリースされた。

| #                     | 発売日               | タイトル             | 販売形態             | 販売形態             | 販売形態             | 順位                 | 順位                 | 初収録アルバム          |
| #                     | 発売日               | タイトル             | 初回限定盤           | 通常盤               | 期間生産限定盤       | オリコン             | デジタル             | 初収録アルバム          |
| SME Records レーベル  | SME Records レーベル | SME Records レーベル | SME Records レーベル | SME Records レーベル | SME Records レーベル | SME Records レーベル | SME Records レーベル | SME Records レーベル    |
| --------------------- | -------------------- | -------------------- | -------------------- | -------------------- | -------------------- | -------------------- | -------------------- | ----------------------- |
| 1                     | 2019/03/06           | inside you EP        | SECL-2398/9          | SECL-2400            |                      | 16                   | 1                    | eyes                    |
| 2                     | 2019/05/15           | Wonderland EP        | SECL-2431/2          | SECL-2433            | SECL-2434-5          | 11                   | 2                    | eyes                    |
| 3                     | 2019/08/21           | us                   | SECL-2476/7          | SECL-2478            |                      | 11                   | 5                    | eyes                    |
| 4                     | 2019/11/06           | Drown/You & I        | SECL-2500/1          | SECL-2502            | SECL-2503-4          | 25                   | 3                    | eyes                    |
| 5                     | 2020/02/19           | Prover/Tell me       | SECL-2535/6          | SECL-2537            | SECL-2538-9          | 11                   | 6                    | eyes                    |
| 6                     | 2020/12/02           | Who I Am             | SECL-2643/4          | SECL-2645            |                      | 10                   | 3                    | Visions                 |
| 7                     | 2021/08/04           | Ordinary days        | SECL-2587/8          | SECL-2589            | 8                    | 4                    |                      | Visions                 |
| 8                     | 2022/03/09           | Flare                | SECL-2750/1          | SECL-2752            | SECL-2753-4          | 6                    | 6                    | 5am                     |
| 9                     | 2022/05/25           | Walkin' In My Lane   | SECL-2763/4          | SECL-2767            |                      | 10                   | 6                    | 5am                     |
| 9                     | 2022/05/25           | Walkin' In My Lane   | SECL-2765/6          | SECL-2767            |                      | 10                   | 6                    | 5am                     |
| 10                    | 2022/08/17           | Always You           | SECL-2780/1          | SECL-2782            | 9                    | 26                   |                      | 5am                     |
| 11                    | 2024/01/31           | Anytime Anywhere     | SECL-2937/8          | SECL-2939            | SECL-2940/1          | 7                    | 2                    |                         |
| 12                    | 2024/06/05           | hanataba             | SECL-2975/6          | SECL-2979            |                      | 8                    | 3                    |                         |
| 12                    | 2024/06/05           | hanataba             | SECL-2977/8          | SECL-2979            |                      | 8                    | 3                    |                         |
| 13                    | 2025/02/26           | I still/Nobody Knows | SECL-3190/1          | SECL-3192            |                      | 15                   | 7                    |                         |
| Sony Records レーベル |                      |                      |                      |                      |                      |                      |                      |                         |
|                       | 2023/05/31           | 絆ノ奇跡/コイコガレ  | SRCL-12510/1         | SRCL-12512           | SRCL-12513/4         | 4                    | 2                    | 5am(「コイコガレ」のみ) |

#### 配信限定シングル
| #                             | 発売日                         | タイトル                         | 順位                 | 初収録シングル       | 初収録アルバム       |
| SME Records レーベル          | SME Records レーベル           | SME Records レーベル             | SME Records レーベル | SME Records レーベル | SME Records レーベル |
| ----------------------------- | ------------------------------ | -------------------------------- | -------------------- | -------------------- | -------------------- |
|                               | 2019/08/28                     | us -acoustic ver.-               |                      |                      |                      |
| 2019/10/29                    | You & I                        | Drown/You & I                    | Eyes                 |                      |                      |
| 2020/02/14                    | Tell me                        | Prover/Tell me                   | Eyes                 |                      |                      |
| 2020/11/12                    | Who I Am                       | Who I Am                         | Visions              |                      |                      |
| 1                             | 2021/04/29                     | checkmate                        | Visions              |                      |                      |
|                               | 2021/07/14                     | Ordinary days                    | Visions              | Ordinary days        |                      |
| 2021/11/30                    | Fly High                       |                                  | Visions              |                      |                      |
| 2022/01/14                    | Flare                          | Flare                            | 5am                  |                      |                      |
| 2022/01/19                    | Wake Me Up                     |                                  | Visions              |                      |                      |
| 2                             | 2022/10/03                     | Final Call                       | 6                    | 5am                  |                      |
|                               | 2023/07/31                     | Living My Life                   |                      | 5am                  |                      |
| 3                             | 2023/09/29                     | Anytime Anywhere                 |                      | 未収録               |                      |
| 4                             | 2024/07/26                     | We All Lie                       |                      | 未収録               |                      |
| THE FIRST TAKE MUSIC レーベル |                                |                                  |                      |                      |                      |
|                               | 2020/12/31                     | inside you - From THE FIRST TAKE |                      |                      |                      |
| 2021/11/16                    | us - From THE FIRST TAKE       |                                  |                      |                      |                      |
| 2021/12/17                    | おもかげ（produced by Vaundy） | 11                               |                      |                      |                      |

### アルバム
| #                    | 発売日               | タイトル             | 販売形態             | 販売形態             | 順位                 | 順位     |
| #                    | 発売日               | タイトル             | 初回生産限定盤       | 通常盤               | オリコン             | デジタル |
| SME Records レーベル | SME Records レーベル | SME Records レーベル | SME Records レーベル | SME Records レーベル | SME Records レーベル |          |
| -------------------- | -------------------- | -------------------- | -------------------- | -------------------- | -------------------- | -------- |
| 1                    | 2020/06/03           | eyes                 | SECL-2570/1          | SECL-2574            | 1                    | 1        |
| 1                    | 2020/06/03           | eyes                 | SECL-2572/3          | SECL-2574            | 1                    | 1        |
| 2                    | 2022/02/02           | visions              | SECL-2690/1          | SECL-2694            | 5                    | 2        |
| 2                    | 2022/02/02           | visions              | SECL-2692/3          | SECL-2694            | 5                    | 2        |
| 3                    | 2023/08/30           | 5am                  | SECL-2905/7          | SECL-2910            | 4                    | 2        |
| 3                    | 2023/08/30           | 5am                  | SECL-2908/9          | SECL-2910            | 4                    | 2        |

### 映像作品
| #                    | 発売日               | タイトル                                     | 販売形態             | 販売形態             | 順位                 |
| #                    | 発売日               | タイトル                                     | DVD                  | Blu-ray              | オリコン             |
| SME Records レーベル | SME Records レーベル | SME Records レーベル                         | SME Records レーベル | SME Records レーベル | SME Records レーベル |
| -------------------- | -------------------- | -------------------------------------------- | -------------------- | -------------------- | -------------------- |
| 1                    | 2022/12/07           | milet live tour “visions” 2022               | SEBL-300/1           | SEXL-174/5           | 8                    |
| 1                    | 2022/12/07           | milet live tour “visions” 2022               | SEBL-302             | SEXL-176             | 8                    |
| 2                    | 2023/03/08           | milet 3rd anniversary live “INTO THE MIRROR” | SEBL-303/4           | SEXL-177/8           | 8                    |
| 2                    | 2023/03/08           | milet 3rd anniversary live “INTO THE MIRROR” | SEBL-305             | SEXL-179             | 8                    |
| 3                    | 2024/03/06           | milet live at 日本武道館                     | SEBL-320/1/2         | SEXL-270/1/2         | 8                    |
| 3                    | 2024/03/06           | milet live at 日本武道館                     | SEBL-323             | SEXL-273             | 8                    |
| 4                    | 2025/07/23           | milet 5th anniversary live ”GREEN LIGHTS”    | SEBL-330/1/2/3       | SEXL-305/6/7/8       | TBD                  |
| 4                    | 2025/07/23           | milet 5th anniversary live ”GREEN LIGHTS”    | SEBL-334             | SEXL-309             | TBD                  |

### 参加作品
| 発売日         | アーティスト名       | タイトル                                        | 参加曲                          |
| -------------- | -------------------- | ----------------------------------------------- | ------------------------------- |
| 2019年10月23日 | MAN WITH A MISSION   | Dark Crow                                       | Reiwa feat. milet               |
| 2021年10月13日 | TK from 凛として時雨 | egomaniac feedback                              | Future Tone Bender (with milet) |
| 2024年11月1日  | Jason Chan（陳柏宇） | LIFE IS HARD                                    | Cheat Day (feat. milet)         |
| 2024年11月1日  | Jason Chan（陳柏宇） | LIFE IS HARD                                    | Out of the Loop                 |
| 2024年12月18日 | V.A.                 | Salyu 20th Anniversary Tribute Album "grafting" | HALFWAY                         |

## タイアップ一覧
| 起用年 | 楽曲               | タイアップ                                                                                                  |
| ------ | ------------------ | --- |
| 2019年 | inside you         | フジテレビ系 木曜劇場『スキャンダル専門弁護士 QUEEN』オープニング・テーマ                                   |
| 2019年 | Again and Again    | フジテレビ系ドラマ『JOKER×FACE』メイン・テーマ                                                              |
| 2019年 | I Gotta Go         | フジテレビ系ドラマ『JOKER×FACE』エンディング・テーマ                                                        |
| 2019年 | THE SHOW           | アニメ映画『バースデー・ワンダーランド』テーマソング                                                        |
| 2019年 | Wonderland         | アニメ映画『バースデー・ワンダーランド』イメージソング・挿入歌                                              |
| 2019年 | 航海前夜           | 学校法人日本教育財団「首都医校・大阪医専・名古屋医専」CMソング                                              |
| 2019年 | 航海前夜           | TBS系『CDTV』2019年4・5月度オープニングテーマ                                                               |
| 2019年 | us                 | 日本テレビ系 水曜ドラマ『偽装不倫』主題歌                                                                   |
| 2019年 | Drown              | テレビアニメ『ヴィンランド・サガ』第2期エンディング・テーマ                                                 |
| 2019年 | You & I            | 花王「フレア フレグランス &SPORTS」CMソング                                                                 |
| 2020年 | Prover             | テレビアニメ『Fate/Grand Order -絶対魔獣戦線バビロニア-』2ndクールエンディングテーマ                        |
| 2020年 | Tell me            | テレビアニメ『Fate/Grand Order -絶対魔獣戦線バビロニア-』スペシャルテーマソング                             |
| 2020年 | STAY               | フジテレビ系『めざましどようび』テーマソング                                                                |
| 2020年 | Without Your Love  | カンテレ制作・フジテレビ系『グータンヌーボ2』エンディングテーマ                                             |
| 2020年 | Without Your Love  | 三井不動産商業マネジメント『三井アウトレットパーク』ブランドCMソング                                        |
| 2020年 | Until I Die        | メ～テレ『BomberE』2020年5月度オープニングテーマ                                                            |
| 2020年 | Grab the air       | テレビ東京系『JAPAN COUNTDOWN』2020年6月度エンディングテーマ                                                |
| 2020年 | Grab the air       | 花王「フレア フレグランス」CMソング                                                                         |
| 2020年 | Parachute          | ECC「ECCジュニア」CMソング                                                                                  |
| 2020年 | One Touch          | 花王「フレア フレグランス」CMソング                                                                         |
| 2020年 | Who I Am           | テレビ朝日系 木曜ドラマ『七人の秘書』主題歌                                                                 |
| 2020年 | The Hardest        | テレビ朝日系 木曜ドラマ『七人の秘書』主題歌                                                                 |
| 2021年 | Wake Me Up         | テレビ朝日系「羽鳥慎一モーニングショー」テーマ曲                                                            |
| 2021年 | On the Edge        | スクウェア・エニックス「WAR OF THE VISIONS ファイナルファンタジー ブレイブエクスヴィアス 幻影戦争」CMソング |
| 2021年 | checkmate          | 映画『映画 賭ケグルイ 絶体絶命ロシアンルーレット』主題歌                                                    |
| 2021年 | Ordinary days      | 日本テレビ系 水曜ドラマ『ハコヅメ〜たたかう!交番女子〜』 主題歌                                             |
| 2021年 | Shed a light       | ECC「ECCジュニア」CMソング                                                                                  |
| 2021年 | Fly High           | NHKウィンタースポーツテーマソング                                                                           |
| 2022年 | Flare              | フジテレビ系 ノイタミナ『王様ランキング』第2クールエンディングテーマ                                        |
| 2022年 | One Reason         | アニメ映画『鹿の王 ユナと約束の旅』主題歌                                                                   |
| 2022年 | jam with iri       | キヤノンマーケティングジャパンCMソング                                                                      |
| 2022年 | Before the Dawn    | Stellantisジャパン「NEW PEUGEOT 308」CMソング                                                               |
| 2022年 | Walkin' In My Lane | フジテレビ系 木曜劇場『やんごとなき一族』主題歌                                                             |
| 2022年 | Always You         | 映画『TANG タング』主題歌                                                                                   |
| 2022年 | Clan               | テンセントジャパン「Tower of Fantasy」主題歌                                                                |
| 2022年 | Final Call         | 映画『七人の秘書 THE MOVIE』主題歌                                                                          |
| 2023年 | 絆ノ奇跡           | フジテレビ系テレビアニメ『鬼滅の刃 刀鍛冶の里編』オープニングテーマ                                         |
| 2023年 | コイコガレ         | フジテレビ系テレビアニメ『鬼滅の刃 刀鍛冶の里編』エンディングテーマ                                         |
| 2023年 | Living My Life     | カンテレ・フジテレビ系 月10ドラマ『転職の魔王様』主題歌                                                     |
| 2023年 | bliss              | 日本テレビ系テレビアニメ『葬送のフリーレン』初回放送特別エンディングテーマ                                  |
| 2023年 | Anytime Anywhere   | 日本テレビ系テレビアニメ『葬送のフリーレン』エンディングテーマ                                              |
| 2023年 | Wings              | 出光興産「TSUMUGU」篇 / 「四季」篇 CMソング                                                                 |
| 2023年 | Higher             | 日産自動車「技術の日産90周年」篇 CMソング                                                                   |
| 2024年 | hanataba           | TBS系 日曜劇場『アンチヒーロー』主題歌                                                                      |
| 2024年 | Bluer              | 株式会社グランビスタ ホテル&リゾート『神戸須磨シーワールド』公式テーマソング                                |
| 2024年 | We All Lie         | テレビ朝日系 木曜ドラマ『スカイキャッスル』テーマソング                                                     |
| 2025年 | I still            | 映画『知らないカノジョ』主題歌                                                                              |
| 2025年 | Nobody Knows       | 映画『知らないカノジョ』劇中歌                                                                              |

## ミュージックビデオ
※再生数は2023年10月当時の数字

## 受賞歴
| 年     | 賞                             | 受賞                                                  |
| ------ | ------------------------------ | ----------------------------------------------------- |
| 2019年 | 東京ドラマアウォード2019       | 主題歌賞「inside you」                                |
| 2021年 | 第13回CDショップ大賞 2021      | 入賞『eyes』                                          |
| 2021年 | MTV VMAJ 2021                  | 最優秀ポップビデオ賞／Best Pop Video「Ordinary days」 |
| 2024年 | 第38回日本ゴールドディスク大賞 | ベスト3ソング・バイ・ダウンロード「絆ノ奇跡」         |
| 2024年 | 第66回日本レコード大賞         | 最優秀歌唱賞                                          |

## 出演

### ラジオ
- SONAR'S ROOM（2019年 - 2020年、J-WAVE）※『SONAR MUSIC』内、木曜担当[86]
- MUSIC FREAKS（2020年10月4日 - 2021年9月19日、FM802）※はっとり（マカロニえんぴつ）と隔週交代で担当[87]
- 802 BINTANG GARDEN（2022年2月20日、2023年6月5日、FM802）※6月5日はJean-Ken Johnny（MAN WITH A MISSION）と担当[88][89]。
- WOW MUSIC（2022年3月6日 - 3月27日、J-WAVE）※2022年3月度マンスリープレゼンター[90]
- miletのmusic mate（2023年5月2日・2024年1月2日・1月4日、NHK-FM）[91]
- アーティスト・プロデュース・スーパー・エディション（2023年9月、JFNC）
- UR LIFESTYLE COLLEGE（パーソナリティ：吉岡里帆）（2023年10月29日[92]、ゲスト出演、JAPAN FM LEAGUE加盟各局）
- YOUR RADIO 802（2024年1月5日、1月12日、FM802）※開局35周年記念として1年間、ゆかりの深いアーティストが2週ごとにDJを務める期間限定番組[93]。第一弾DJとして出演。

### テレビ
- タモリ倶楽部（2021年3月12日他、テレビ朝日他系列局）※空耳アワー’21スプリングコレクションにゲスト出演　空耳の洋楽歌詞を解説。
- Dearにっぽん（2022年4月23日 - 2025年3月30日 、NHK総合）※ナレーション：吉岡里帆、牧野莉佳と2～3回置きに交代で担当
- 情熱大陸（2023年9月24日、毎日放送）
- ZIP!（2024年1月12日 - 1月26日、日本テレビ）※2024年冬（1月期）金曜メインパーソナリティ）

### 映画
- 知らないカノジョ（2025年2月28日、ギャガ） - ヒロイン・前園ミナミ 役[94][95]

### NHK紅白歌合戦出場歴
| 年度   | 放送回 | 回 | 曲目              | 備考                                      |
| ------ | ------ | -- | ----------------- | ----------------------------------------- |
| 2020年 | 第71回 | 初 | inside you        | 特別企画に参加                            |
| 2021年 | 第72回 | 2  | Fly High          |                                           |
| 2022年 | 第73回 | 3  | Fly High（2回目） |                                           |
| 2022年 | 第73回 | 3  | おもかげ          | 「milet×Aimer×幾田りら×Vaundy」として出場 |
| 2023年 | 第74回 | 4  | コイコガレ        | 「milet × MAN WITH A MISSION」として出場  |
| 2023年 | 第74回 | 4  | 絆ノ奇跡          | 「MAN WITH A MISSION × milet」として出場  |